# Devil May Cry: The Animated Series
Devil May Cry (デビル メイ クライ lit. El diablo puede llorar?) es una serie de anime basada en la serie de videojuegos del mismo nombre creada por Capcom. La serie se estrenó en la cadena de cable japonesa WOWOW TV el 14 de junio de 2007, y consta, en un principio, de 12 episodios ya emitidos.
La serie fue producida por el estudio de anime Madhouse y dirigida por Shin Itagaki. Bingo Morihashi, uno de los escritores del segundo, tercer y cuarto juego, está también entre los escritores de la serie.En la edición especial de Devil May Cry 4 se incluyen los primeros episodios de la serie japonesa. El videojuego y su edición especial salió a la venta el 8 de febrero de 2008.

## Antes de la serie
Hace 2000 años hubo una cruenta guerra entre el mundo de los humanos y los demonios, guerra que los humanos hubiesen perdido de no ser por El Caballero Sparda, uno de los más poderosos demonios quien se apiadó de la raza humana, se puso de su parte y derrotó a los demonios encerrando al príncipe demonio que había provocado la guerra en lo más profundo de una cripta sellada. Tras esto, Sparda se fue a vivir con los humanos y se casó con una mujer llamada Eva con la que tuvo dos hijos mitad humanos, mitad demonios. En la tercera entrega del juego se enfrentan por su poder. Uno se queda en el mundo de los demonios y el otro vuelve a la tierra. Este hijo, que volvió a la tierra, se hace llamar Dante, tiene la misión de evitar que, transcurridos 2000 años, el príncipe demonio vuelva a levantarse para dominar el mundo.

## Argumento
Dante se mantiene en su estilo de vida sin preocupaciones y lleno de deudas que le gusta ignorar acompañado por la pequeña Patty, mientras Morrison le encarga (o en ocasiones intenta encargarle) casos que investigadores o guardaespaldas normales no podrían realizar. Es así como regularmente llegan a sus manos trabajos donde algún demonio intenta amenazar la seguridad de la gente y debe intervenir. Sin embargo no todo es tan simple; Sid, un demonio menor y débil pero muy astuto, parece querer guiar los actos de Dante en direcciones específicas para lograr algún oscuro propósito.

## Personajes
Dante (ダンテ?)
Seiyū: Toshiyuki Morikawa
Un demonio híbrido cuyo padre era el legendario caballero oscuro Sparda, y su madre una humana. Dante es un cazador de demonios, tomando los trabajos que implican matarlos. Su oficina se llama Devil May Cry (Luego cambia su nombre a Devil Never Cry) y muy pocos conocen a que se dedica realmente. Sus gustos en comida son los helados de fresa y la pizza sin aceitunas. Según dice, su récord personal está en devorar una pizza mediana en 5 minutos. Le gustan mucho las apuestas, en las cuales siempre pierde y acaba debiendo más, y cada vez que recoge un cheque derrocha el dinero sin devolver lo que les debe a Lady, Morison, Trish e incluso a la pizzeria y a Patty (la deuda con esta última es menor por ser cosas simples como helados o alguna ropa) con lo que su deuda aumenta constantemente.
Trish (トリッシュ?)
Seiyū: Atsuko Tanaka
Una demonio creado por Mundus, el rey del infierno vencido por Sparda, a la imagen de la madre de Dante, Eva. Ella se unió a Dante después de la derrota de Mundus y se hizo su socia. Ella ha decidido recientemente intentar trabajar por su cuenta durante algún tiempo, aunque Dante le ha dado una invitación abierta de volver en cualquier momento.
Lady (レディ?)
Seiyū: Fumiko Orikasa
Es una cazadora de demonios, con un ojo azul y otro rojo, descendiente de la sacerdotisa cuya sangre usó Sparda para sellar la puerta entre el mundo humano y el mundo de los demonios. Dante tiene una gran deuda constante con ella, y por eso nunca rechaza un trabajo que le ofrece, ya que ésta le chantajea.
Patty Lowell (パティ?)
Seiyū: Misato Fukuen
Una niña huérfana que Dante fue contratado para proteger ya que heredaría una gran fortuna y personas que deseaban apoderarse de su riqueza pactaron con demonios para que la asesinaran antes de lograran realizar traspaso de la fortuna. Esto resultó ser un engaño del cual Patty no estaba enterada, ya que la verdadera heredera decidió usarla como peón de sacrificio para ella llegar sanay y salva mientras los demonios se concentraban en asesinar a Patty. Cuando dante se enteró de la verdad, se encargó de que la mujer compensara a la niña con una pequeña fortuna por haberla usado. Desde entonces Patty ha estado permaneciendo con Dante, a pesar de que él no mostró gran interés en eso, sobre todo porque se come sus helados y usa su televisor; aun así, ella limpia la oficina y lo regaña cuando ensucia.
JD Morison (J·D·モ リDD?)
Seiyū: Akio Ohtsuka
Es el agente de Dante. Él le ayuda con las reparaciones de la oficina ocasionalmente, ya que es Dante el que rompe los aparatos que este le repara. ´Pero sobre todo es el que le lleva los trabajos a dante.
Sid (シド?)
Seiyū: Nachi Nozawa
Es un demonio débil que es el primero en aparecer en el primer episodio. Sid resulta ser un antagonista importante que manipula a Dante y recoge artículos demoniacos valiosos. Su última meta es obtener la energía de Abigaël, demonio que luchó una vez contra Mundus, y así convertirse en el rey de los demonios y destruir los mundos de los humanos y de los demonios.

## Episodios
| # | Título                                      | Estreno                 |
| --- | ------------------------------------------- | ----------------------- |
| 01 | «Devil May Cry» «Devil May Cry»             | 14 de junio de 2007     |
| Dante es contratado para proteger a una niña que va a heredar una gran fortuna, de los demonios que quieren conseguirla para ellos. |                                             |                         |
| 02 | «Estrella de la carretera» «Highway Star»   | 21 de junio de 2007     |
| Dante acepta una nueva misión de Lady para atrapar a un demonio que corre en moto por la autopista llamado "Red Eye" |                                             |                         |
| 03 | «Sin amor» «Not Love»                       | 28 de junio de 2007     |
| La hija de un funcionario rico se enamora de Brad, un extraño hombre con Magia. El padre cree que es un demonio, por lo que envían a Dante para matarlo. |                                             |                         |
| 04 | «Trueno Rodante» «Rolling Thunder»          | 5 de julio de 2007      |
| Lady se enfrenta a un extraño demonio que aparece en la ciudad, mientras estaba luchando. Esto le hace sospechar que es la jefa de estos. |                                             |                         |
| 05 | «En privado» «In Private»                   | 12 de julio de 2007     |
| Los celos invaden a un hombre que está enamorado de la camarera del bar al que va Dante. La camarera, Cindy, le dice que le gustan los hombres como Dante, por lo que el hombre lo comienza a seguir descubriendo cosas extrañas.                                                                                         |                                             |                         |
| 06 | «Reina del Rock» «Rock Queen»               | 19 de julio de 2007     |
| Una estrella de rock, hizo un trato con un demonio. Este la tomó a cambio, y se niega a caer en el olvido. Va dando caza a cualquiera que escuche sus antiguas canciones y destrozando los LP de la mansión que habita. Dante es contratado para trabajar de guardaespaldas en el equipo que intenta rescatar los discos. |                                             |                         |
| 07 | «Los deseos se realizan» «Wishes come true» | 26 de julio de 2007     |
| Un pescador encuentra a un demonio, el cual es capaz de realizar los más oscuros deseos, ya que son los únicos que acepta. Esto lleva a Dante a investigar un crimen relacionado con el demonio. |                                             |                         |
| 08 | «Érase una vez» «Once upon a time»          | 2 de agosto de 2007     |
| Una persona confunde a Dante con un antiguo amigo, contándole una historia sobre un extraño caso en el que ardió su pueblo, y la relación que esto tiene con un demonio. |                                             |                         |
| 09 | «Póker de muerte» «Death Poker»             | 9 de agosto de 2007     |
| Dante es contratado por una mujer para sacar a su esposo del vicio del juego en un barco casino, lo que se convierte en una misión secundaria al enterarse de que hay un demonio a bordo. Al final, algo que tan solo sería una partida de cartas, se convierte en un juego mortal.                                       |                                             |                         |
| 10 | «La Última Promesa» «The Last Promise»      | 23 de agosto de 2007    |
| Un viejo alumno del padre de Dante, Sparda, viene en busca de una lucha pendiente. El hermano de este, que también fue su alumno, viene a avisar a Dante e impedir lo inevitable. |                                             |                         |
| 11 | «¡Hora del espectáculo!» «Showtime!»        | 30 de agosto de 2007    |
| Sid engaña a Patty, por medio de dar a conocer a su madre. Gracias a esto, se hace con los objetos necesarios para invocar el poder de Abigaël y consigue parar a Dante en su primer enfrentamiento. |                                             |                         |
| 12 | «Con estilo» «Stylish»                      | 6 de septiembre de 2007 |
| Dante resurge gracias a Patty, mientras que Lady y Trish retienen las huéstes de demonios que va invocando Abigaël. Tras volver al mundo humano, Dante se enfrenta al nuevo Sid. |                                             |                         |

## Temas Musicales
Opening
- "D.M.C."

Interpretado por: Rungran
Ending
- "I'll Be Your Home"

Interpretado por: Rin Oikawa
Canción Inédita
- "Future In My Hands"

Interpretado por: Aimee B.
Esta fue la canción de fondo de uno de los episodios de la serie. - Rock Queen.